# شغور فوقانی
شغور فوقانی (به عربی: شغور فوقانی) یک روستا در سوریه است که در ناحیه مرکزی جسر الشغور واقع شده‌است. شغور فوقانی ۲٬۰۷۹ نفر جمعیت دارد.